# Azeta hypopyrina
Azeta hypopyrina là một loài bướm đêm trong họ Erebidae.